# Traelastlaest
Traelastlaest, in der Bedeutung Holzlast, war ein norwegisches Volumenmaß.
- 1 Traelastlaest = 64,5 Kubikfuß = 559 Liter